# Litaneutria
Litaneutria (лат.) — род богомолов из семейства Amelidae. Встречаются в Северной Америке.

## Описание
Мелкие богомолы со стройным телом (длина тела 2—3 см). Головна грубо треугольная, вершина вогнутая, уплощённая или дугообразная. Нижняя часть лба поперечная. Сложные глаза яйцевидно-округлые или угловатые. Пронотум длиннее переднеспинки, килеватый с выраженным или слабо выраженным надкоксальным расширением. Прозональные края постепенно или резко сходятся, супракоксальная борозда хорошо выражена. Проторакальные ноги относительно укорочены по отношению к телу. Переднеспинка тонкая, вооружена 4 задневентральными шипами, 10—14 передневентральными и 3—4 дисковидными шипами. Бороздка голенной шпоры расположена примерно посередине переднеспинки. Переднеспинка вооружена 7—10 задневентральными и 7—11 переднебоковыми шипами. Мезоторакальные и метаторакальные ноги умеренно стройные, дорсальная поверхность закруглена. Мезо-/метаторакальные бёдра с геникулярным шипом. Метаторакальный метатарзус примерно такой же длины, как и остальные сегменты вместе взятые. 
Самцы могут быть макроптерными или брахиптерными; самки постоянно брахиптерные. Передние крылья макроптерных самцов субгиалиновые, узкие, обычно обнажают последние 1—4 брюшных тергита. Стигмы отсутствуют. У брахиптерных самцов и самок передние крылья длиной примерно как переднеспинка или короче, субгиалиновые, обычно с затемненной преапикальной полосой. У макроптерных самцов дисковидная область задних крыльев узкая, анальная область изменчиво макулирована с контрастным пятном в базальной трети. Брахиптерные самцы и самки с задними крыльями, опушенными по всей поверхности, с затемнённой центральной частью анальной области. Брюшко от фузиформного до удлиненного. Супраанальная пластинка довольно крупная, обычно округлённая в основании, килеватая. Церки обычно длинные, обычно превышают подгенитальную пластинку.

## Классификация
Род включает более 10 видов:
- Litaneutria baccina Anderson, 2021
- Litaneutria chaparrali Anderson, 2021
- Litaneutria emarginata Anderson, 2018
- Litaneutria littoralis Anderson, 2021
- Litaneutria minor (Scudder, 1872)
- Litaneutria obscura Scudder, 1896
- Litaneutria ocularis Saussure, 1892
- Litaneutria pacifica Scudder, 1896
- Litaneutria scopulosa Anderson, 2021
- Litaneutria skinneri Rehn, 1907
- Litaneutria superna Anderson, 2021
- †Litaneutria pilosuspedes Terriquez et al. 2022[6]